# Cutler (Maine)
Pour les articles homonymes, voir Cutler.
Cutler est une ville américaine située dans le Comté de Washington, dans le Maine. Selon le recensement de 2010, sa population est de 507 habitants.

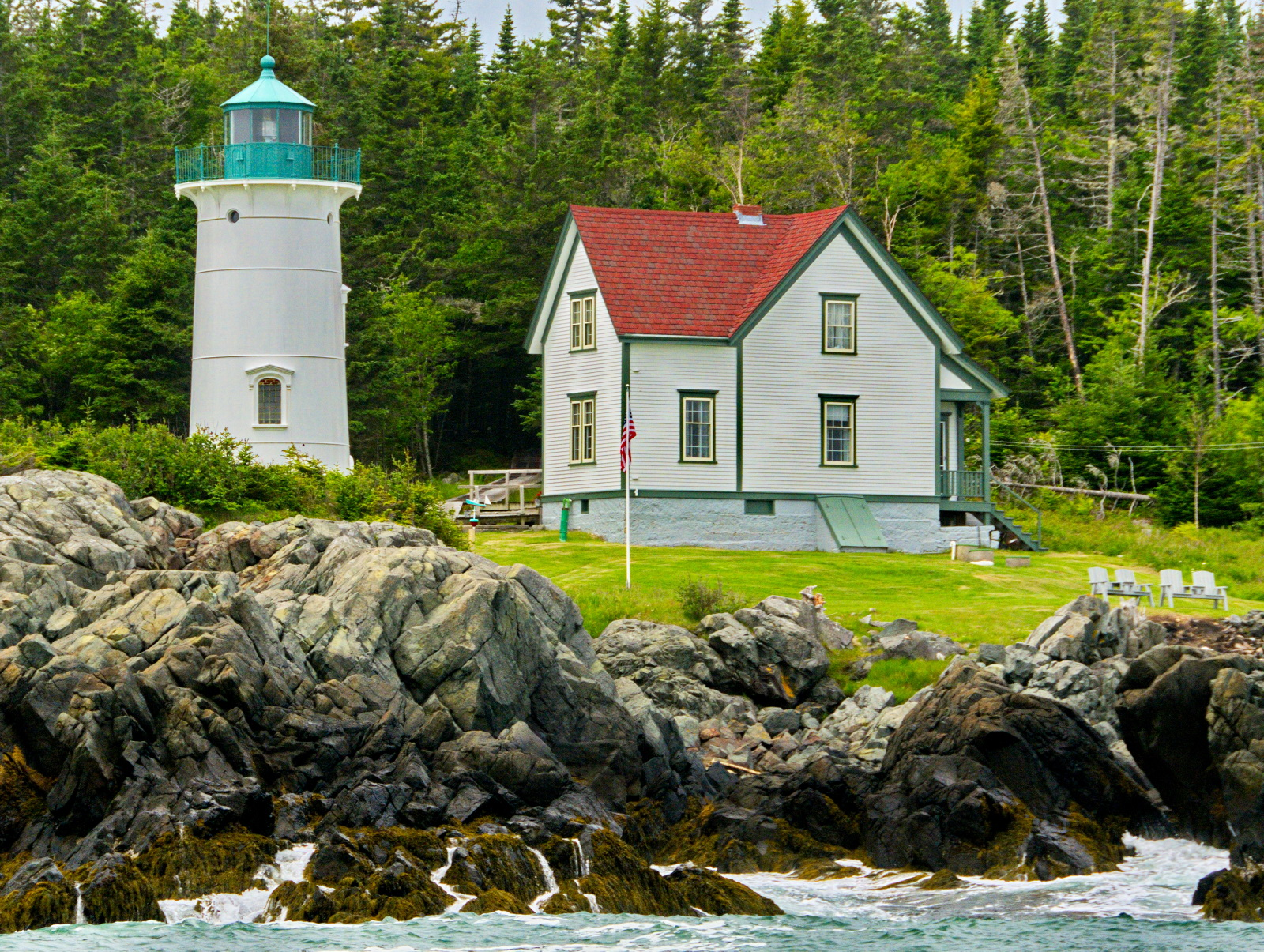
Phare de Cutler

À l'ouest du quartie d'affaires de la ville se trouve l'aéroport régional de Cutler.